# Fabian Franklin
Fabian Franklin   (Eger, 18 de gener de 1853 - Nova York, 9 de gener de 1939) va ser un matemàtic, enginyer i periodista estatunidenc d'origen hongarès que va ser el marit de Christine Ladd-Franklin.

## Vida i Obra
La família Franklin (els seus pares havien nascut a Polònia) va emigrar des d'Hongria a Filadèlfia (Estats Units) quan Fabian Franklin només tenia quatre anys i després, el 1861, es van traslladar a Washington, D.C.. Franklin va estudiar al Columbian College (actual Universitat George Washington) en la qual es va graduar bachelor el 1869. Franklin va treballar els següents set anys com topògraf i enginyer de l'ajuntament de Baltimore.
Quan es va fundar al Universitat Johns Hopkins el 1876, va tenir l'oportunitat d'estudiar matemàtiques, que era la seva verdadera passió. Va obtenir el doctorat el 1878 i va ser professor ajudant de James Joseph Sylvester fins que aquest va retornar a Anglaterra el 1883, aplicant les noves tècniques de càlcul per computar les formes binàries. El 1882 es va casar amb Christine Ladd-Franklin; el matrimoni va ser un matrimoni entre iguals, basat en les seves aspiracions compartides, tant socials com intel·lectuals. Durant el seu curt període a la universitat, uns quinze anys, va publicar una trentena d'articles, la majoria al American Journal of Mathematics, fundat per Sylvester.
El 1895 va deixar la universitat per iniciar una nova carrera com periodista i escriptor. Primer com a editor del Baltimore News (de 1895 a 1908) i després com a editor associat del New York Evening Post (de 1909 a 1919). També va escriure uns quants llibres remarcables sobre temes socials, econòmics i polítics des d'una perspectiva lliberal, per exemple: Cost of living (1915), What Prohibition Has Done to America (1922) i Plain Talks on Economics: Leading Principles and Their Application to the Issues of Today (1924) entre d'altres. També va col·laborar en el llançament de la The Weekly Review (1919-1922), una revista dedicada a la consideració de la política, de les tendències socials i econòmiques i de la història, la literatura i l'art.